# 199947 Qaidam
199947 Qaidam este un asteroid din centura principală de asteroizi.

## Descriere
199947 Qaidam este un asteroid din centura principală de asteroizi. A fost descoperit pe 16 aprilie 2007 la XuYi în cadrul programului PMO NEO Survey. Asteroidul prezintă o orbită caracterizată de o semiaxă mare de 2,64 ua, o excentricitate de 0,29 și o înclinație de 16,3° în raport cu ecliptica.